# Espineta de Nova Zelanda
L'espineta de Nova Zelanda (Gerygone igata) és un ocell de la família dels acantízids (Acanthizidae).

## Hàbitat i distribució
Habita boscos, matolls i encara medi urbà a Nova Zelanda i illes properes.